# Nhất Hạnh
Nhất Hạnh (chữ Hán: 一行; 683 – 727) là nhà sư, nhà khoa học Trung Quốc thời Đường. Ông được đánh giá là nhà khoa học lớn nhất thời Đường và một trong những nhà khoa học lớn nhất của Trung Quốc cổ đại.

## Thân thế
Nhất Hạnh là pháp danh khi ông xuất gia làm sư. Ông tên thật là Trương Toại (张遂), người Xương Lạc, Ngụy Châu. Cụ nội của Trương Toại là Trương Công Cẩn, một trong 24 công thần khai quốc nhà Đường được vẽ hình trên gác Lăng Yên của Đường Thái Tông, vì thế là một gia tộc cực kỳ hiển hách. Ông nội là Trương Đại Tố, con trai thứ hai của Trương Công Cẩn, làm quan tới đông đài xá nhân môn hạ tỉnh, sau bị biếm làm trưởng sử Hoài Châu. Từ đây gia tộc bắt đầu sa sút. Cha là Trương Lẫm, con trai thứ hai của Trương Đại Tố, làm quan đến chức huyện lệnh Vũ Công.

## Cuộc đời

### Thời Võ Chu
Trương Toại thông minh học giỏi, nhưng ông không màng con đường khoa cử tiến thân mà chỉ chuyên tâm nghiên cứu khoa học. Sau khi thông hiểu điển tích Nho gia, điển tích lịch sử, ông dành nhiều thời gian nghiên cứu thiên văn, âm dương ngũ hành và Đạo gia.
Đạo sĩ Y Sùng đương thời được mọi người nể trọng như bậc tiền bối. Trương Toại đến xin mượn cuốn sách Thái huyền kinh của Dương Hùng vốn được coi là bí ảo khó hiểu. Sau khi mượn, chỉ ít ngày sau ông mang trả Y Sùng. Y Sùng ngạc nhiên vì bản thân mình đọc nhiều lần chưa hiểu hết. Trương Toại khẳng định mình đã nắm bắt được chỗ ảo bí trong sách và rút ra 2 cuốn Đại diễn huyền hồ và Nghĩa quyết do ông soạn đưa cho Y Sùng xem. Y Sùng kinh ngạc, cùng đàm đạo với Trương Toại và rất khâm phục ông, ví ông là Nhan Hồi tái sinh.
Tiếng tăm Trương Toại vang xa. Tể tướng Võ Tam Tư (cháu Võ Tắc Thiên) hâm mộ danh tiếng ông bèn sai người mang thư tới mời ông. Trương Toại phần vì coi thường tư cách của Võ Tam Tư và không muốn lao vào chính trường, nhưng ông không thể công khai từ chối, bèn bỏ trốn đến Tung Sơn cắt tóc đi tu. Ông nhận hòa thượng Phổ Tịch làm thầy, được ban pháp danh là Nhất Hạnh.

### Thời Đường Duệ Tông
Họ Võ bị lật đổ, nhà Đường trung hưng. Năm 710 Đường Duệ Tông lên ngôi, sai lưu thủ Đông đô (Tung Sơn nằm thuộc địa phận Đông đô) là Vi An Thạch đến triệu Nhất Hạnh.
Nhất Hạnh vẫn không muốn liên quan tới chính trường, bèn rời khỏi Tung Sơn, tới núi Đương Dương ở Kinh Châu theo Sa môn Ngộ Chân.

### Thời Đường Minh Hoàng
Đường Huyền Tông lên ngôi (712), cũng rất mến mộ tài năng của Nhất Hạnh, bèn sai chú họ là Lý Hiệp tới Kinh Châu, dặn nhất định phải triệu được Nhất Hạnh. Nhất Hạnh không thể cự tuyệt được Lý Hiệp nên theo Lý Hiệp về Tràng An.
Tại Tràng An, ông được Đường Huyền Tông rất trọng thị. Vua Đường hỏi ông về sở trường, ông tâu rằng mình giỏi ký ức. Đường Huyền Tông sai người lấy sách ra thử. Nhất Hạnh chỉ xem một lượt rồi đọc lại không sót một chữ. Điều đó khiến ông được Đường Huyền Tông vô cùng khâm phục.
Nhất Hạnh được vua Đường cho ở điện Quang Đại trong cung vua, thỉnh thoảng tới hỏi ông về phép trị nước. Ông đã dùng hiểu biết của mình đề nghị và thẳng thắn can gián Đường Huyền Tông. Ông được nhiều người khâm phục.
Trong thời gian ở cung, Nhất Hạnh đã nghiên cứu nhiều về thiên văn, lịch pháp. Ông biên soạn Thiên văn chí trong sách Hậu Ngụy thư mà ông chú ông là Trương Thái Tố đang biên tập dở dang chưa xong. Những công trình thiên văn và lịch pháp của Nhất Hạnh được đánh giá là những cống hiến mang tính đánh dấu cho thời đại.
Do miệt mài nghiên cứu cống hiến, Nhất Hạnh sớm qua đời năm 727, thọ 45 tuổi. Đường Huyền Tông đích thân viết văn bia cho ông và ban thụy hiệu là Đại Tuệ thiền sư.

## Cống hiến khoa học
Nhất Hạnh có 3 cống hiến lớn là Khai Nguyên diễn lịch kinh, Hoàng đạo du nghi và Phúc củ đồ.

### Khai Nguyên diễn lịch kinh
Thời Đường Cao Tông từng có sách Lân đức lịch nhưng công trình này có nhiều sai sót. Nhất Hạnh được Huyền Tông sai sửa chữa. Ông căn cứ lịch pháp các đời trước và Chu Dịch, trên cơ sở tham khảo cả Lân đức lịch để soạn ra Khai Nguyên diễn lịch kinh.
Sách Nhất Hạnh soạn rất chi tiết, đề cập tới nhiều khía cạnh, sắp xếp ngày sóc và ngày vọng và tiết khí, 72 hậu, vị trí và quỹ đạo chuyển động của Mặt Trời, Mặt Trăng, năm hành tinh lớn, thời điểm phân chia ngày và đêm, dự báo nhật thực, nguyệt thực.
Thực tế sử dụng cuốn lịch pháp này được xem là cắm mốc cho sự phát triển của lịch pháp, về căn cứ lý luận và cách tính toán cụ thể có ảnh hưởng rất lớn và mang tính chỉ đạo đối với việc soạn lịch pháp đời sau.

### Hoàng đạo du nghi
Năm 721, Nhất Hạnh cùng một nhà thiên văn học đương thời là Lương Lệnh Toản chế tạo ra Hoàng đạo du nghi phục vụ cho việc quan sát sự vận hành của Mặt Trăng và Mặt Trời. Ông dùng vật quan trắc này xác định vị trí của 150 hằng tinh.

### Phúc củ đồ
Nhất Hạnh đã phát minh ra công cụ đo đạc thiên văn này. Được sự ủng hộ của Đường Huyền Tông, Nhất Hạnh phát động hoạt động quan trắc thiên văn tại 12 điểm trên toàn quốc. Sau đó ông căn cứ vào sự đo đạc của Tổ Nam Cung Thuyết dùng phúc củ đồ tiến hành tính toán độ dài của Tý Ngọ tuyến lần đầu tiên trên thế giới.

## Tu hành
Thời Đường có nhiều môn phái đạo Phật. Ban đầu Nhất Hạnh tu ở Tung Sơn theo Thiền tông. Sau đó ông tới núi Thiên Thai học Thiên Thai tông.
Sau khi vào Tràng An, ông tới chùa Tây Ninh theo học cao tăng Vô Thiện Úy người Thiên Trúc (Ấn Độ) học Mật Tông. Ông đã tham gia dịch kinh điển Mật tông tối cao là Đại Nhật kinh. Sau khi học xong, ông tự soạn ra Đại Nhật kinh 14 quyển và sáng lập ra giáo nghĩa Mật tông ở Trung Quốc.
Ngoài ra ông còn theo học Kim Cương Trí người Thiên Trúc học phù trú và nghi thức Mật tông. Sau cùng, ông trở thành Đại a đồ lê, tức là người giải thích giáo nghĩa và có quyền chủ trì nghi thức trong Mật tông.
Không những trong giới Phật giáo mà ngay cả nhiều người trong giới Đạo giáo cũng kính trọng ông.